# Angelos Charisteas
Angelos Charisteas - em grego:  Άγγελος Χαριστέας; fonética: ˈaɲɟeˌlos xariˈsteˌas - (Serres, 9 de fevereiro de 1980) é um ex-futebolista grego.
Ele foi jogador da Seleção Grega de Futebol e foi artilheiro dela na Euro 2004, na qual a Grécia se sagrou campeã com um gol de Charisteas na final.

## Carreira
Após uma passagem rápida pelo clube amador Strimonikos Serron Charisteas, o jogador começou a sua carreira profissional pelo Aris Salônica. Um fato curioso, é que Charisteas fez isso contra o desejo de sua família, tendo que ir treinar em segredo no Aris. Isso durante a primeira temporada, em que Angelos começou a solidificar seu nome como jogador de futebol, marcando em nove partidas e ajudando o seu time a ser campeão da Segunda Divisão, na temporada 1997/98. Charisteas começou bem em sua primeira temporada na Primeira Divisão grega, fazendo gol inclusive no derbi de Salónica, contra o PAOK. O jogador, no total, fez doze jogos naquele ano (seis como titular e seis como reserva) na Alpha Ethniki. Na temporada 1998/99, foi emprestado para o Athinaikos FC, voltando na temporada seguinte (quando fez sua estréia em jogos continentais, pela Copa da UEFA, contra o Celta de Vigo). Em 2000/01, Charisteas marcou sete gols, sua melhor temporada depois do empréstimo.
Após essa boa temporada, olheiros, de grandes centros futebolísticos na Europa, passaram a acompanhá-lo. Até que no mercado de verão das grandes ligas européias em 2002, Charisteas assinou com o time alemão Werder Bremen. Na sua primeira temporada no Campeonato Alemão, Angelos teve bom desempenho marcando nove vezes em 31 jogos pelo campeonato, e dois gols em quatro jogos pela Copa da UEFA, na sua primeira temporada (2002/03). Na temporada seguinte (2003/04), o Werder Bremen venceu a Bundesliga e a Copa da Alemanha com Charisteas marcando quatro gols em 24 jogos. Ao fim dessa temporada, atingiu o auge da sua carreira, sendo campeão da Euro 2004. Apesar disso, continuou sendo apenas a quarta opção de ataque no time de Bremen.
Na temporada 2004/05, Charisteas, ainda, marcou cinco gols em onze jogos, antes de se transferir para o time holandês AFC Ajax por €4,5 milhões. No Ajax, Charisteas recebeu o duro desafio de substituir o astro do time, o atacante sueco Zlatan Ibrahimović, que havia sido vendido para a Juventus. Charisteas estreou no campeonato holandês em 23 de Janeiro de 2005, contra o FC Utrecht, e marcou o primeiro gol quatro dias depois, contra o SC Heerenveen. Entretanto, ele jogou apenas mais três jogos no restante da temporada. Na temporada 2005/06, Charisteas marcou oito gols.
Quando Henk ten Cate assumiu como novo técnico do Ajax, Charisteas se tornou a 4ª opção de ataque da equipe, antes dele estavam Klaas-Jan Huntelaar, Markus Rosenberg e Ryan Babel. Ten Cate alegou que Charisteas não se encaixava no sistema tático que a equipe atuava (4-3-3), sendo melhor opção atuando no sistema 4-4-2. Assim, sem chances no Ajax, Charisteas assinou pelos seus arqui-rivais do Feyenoord Rotterdam em 31 de Agosto de 2006, último dia da janela de transferênica do verão europeu. Sua estréia pelo Feyenoord foi em 10 de Setembro, no clássico local contra o Sparta Rotterdam. Porém, o primeiro gol só veio no décimo jogo da temporada. Por não ter uma boa relação com a torcida, a sua passagem pelo Feyenoord acabou sendo curta, com vinte e oito jogos e nove gols.
Em 6 de Julho de 2007, o 1. FC Nürnberg confirou o acordo com o clube holandês. Charisteas assinou um contrato de quatro anos com o clube alemão, no valor de €2,5 milhões. Em Fevereiro de 2009, foi emprestado ao Bayer Leverkusen até o final da temporada 2008/09.
Em 31 de Janeiro de 2011, foi para o Schalke 04.
Em julho de 2011, Charisteas rescindiu com o Schalke 04, e acertou com o Panetolikos F.C., da Grécia.
Em julho de 2013, reincidiu contrato com o Al Nasr. Ficou sem clube até janeiro de 2014, quando assinou com o clube semi-profissional australiano Sydney Olimpic, clube em que joga atualmente.

## Seleção nacional

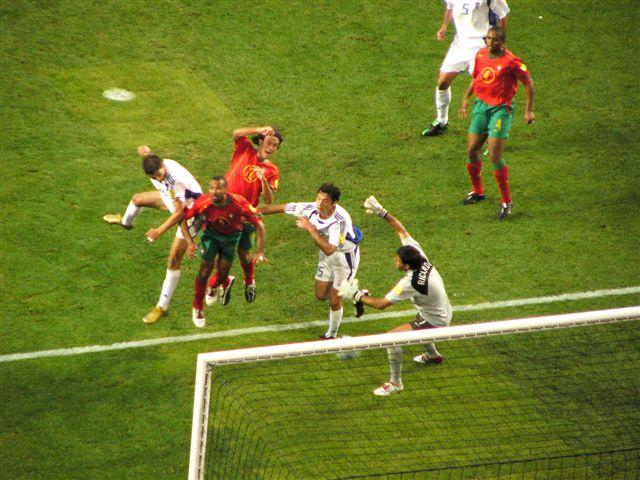
Charisteas marca, de cabeça, o único gol na final da Euro 2004

Em jogos pela Seleção Grega sub-21, Charisteas teve desempenho regular atuando em alguns jogos. Já pela seleção principal, viveu o auge de sua carreira.
Charisteas estreou em jogos internationais no empate de 3-3 contra a Rússia, em 28 de Fevereiro de 2001, tendo um desempenho excelente marcando duas vezes. Nas eliminatórias para a Copa do Mundo de 2002, Angelos já nao foi tão bem, marcou apenas duas vezes e viu sua equipe não se classificar para essa competição. 
Em 2003, durante as Eliminatórios para a Euro 2004, Charisteas começou a brilhar pela seleção. Marcou três vezes e ajudou seu país a se classificar para o torneio. E foi exatamente na Euro 2004 que Charisteas viveu seu auge na seleção nacional: marcou três vezes (o primeiro contra a Espanha na fase de grupos, o segundo contra a França nas quartas-de-final e o terceiro e mais importante, o gol do título na final contra Portugal). Seu desempenho foi coroado com a vaga na seleção do torneio.
Nas eliminatórias para a Euro 2008, Charisteas marcou três gols e ajudou sua seleção a se classificar antecipadamente para esse torneio.
Ainda no mesmo ano, mas já pelas eliminatórias para a Copa do Mundo 2010, marcou quatro gols e ajudou sua seleção a se classificar para a repescagem européia, onde a Grécia será uma das cabeças de chave.

## Gols pela Seleção
| #   | Data                    | Local                                        | Adversário           | Gol marcado | Resultado | Competição                       |
| --- | ----------------------- | -------------------------------------------- | -------------------- | ----------- | --------- | -------------------------------- |
| 1.  | 28 de Fevereiro de 2001 | Pankritio Stadium, Heraclião, Grécia         | Rússia               | 2 – 3       | 3 – 3     | Amistoso                         |
| 2.  | 28 de Fevereiro de 2001 | Pankritio Stadium, Heraclião, Grécia         | Rússia               | 3 – 3       | 3 – 3     | Amistoso                         |
| 3.  | 28 de Março de 2001     | Olympic Stadium, Atenas, Grécia              | Alemanha             | 1 – 1       | 2 – 4     | Eliminatórias Copa do Mundo 2002 |
| 4.  | 6 de Outubro de 2001    | Old Trafford, Manchester, Inglaterra         | Inglaterra           | 0 – 1       | 2 – 2     | Eliminatórias Copa do Mundo 2002 |
| 5.  | 2 de Abril de 2003      | Windsor Park, Belfast, Irlanda do Norte      | Irlanda do Norte     | 0 – 1       | 0 – 2     | Eliminatórias Euro 2004          |
| 6.  | 2 de Abril de 2003      | Windsor Park, Belfast, Irlanda do Norte      | Irlanda do Norte     | 0 – 2       | 0 – 2     | Eliminatórias Euro 2004          |
| 7.  | 11 de Junho de 2003     | Apostolos Nikolaidis Stadium, Atenas, Grécia | Ucrânia              | 1 – 0       | 1 – 0     | Eliminatórias Euro 2004          |
| 8.  | 3 de Junho de 2004      | Rheinpark Stadion, Vaduz, Liechtenstein      | Liechtenstein        | 0 – 2       | 0 – 2     | Amistoso                         |
| 9.  | 16 de Junho de 2004     | Estádio do Bessa, Porto, Portugal            | Espanha              | 1 – 1       | 1 – 1     | Euro 2004                        |
| 10. | 25 de Junho de 2004     | Estádio José Alvalade, Lisboa, Portugal      | França               | 0 – 1       | 0 – 1     | Euro 2004                        |
| 11. | 4 de Julho de 2004      | Estádio da Luz, Lisboa, Portugal             | Portugal             | 0 – 1       | 0 – 1     | Euro 2004                        |
| 12. | 17 de Novembro de 2004  | Karaiskákis Stadium, Pireu, Grécia           | Cazaquistão          | 1 – 0       | 3 – 1     | Eliminatórias Copa do Mundo 2006 |
| 13. | 17 de Novembro de 2004  | Karaiskákis Stadium, Pireu, Grécia           | Cazaquistão          | 2 – 0       | 3 – 1     | Eliminatórias Copa do Mundo 2006 |
| 14. | 30 de Março de 2005     | Karaiskákis Stadium, Pireu, Grécia           | Albânia              | 1 – 0       | 2 – 0     | Eliminatórias Copa do Mundo 2006 |
| 15. | 11 de Outubro de 2006   | Bilino Polje, Zenica, Bósnia e Herzegovina   | Bósnia e Herzegovina | 0 – 1       | 0 – 4     | Eliminatórias Euro 2008          |
| 16. | 6 de Junho de 2007      | Pankritio Stadium, Heraclião, Grécia         | Moldávia             | 1 – 0       | 2 – 1     | Eliminatórias Euro 2008          |
| 17. | 13 de Outubro de 2007   | Olympic Stadium, Atenas, Grécia              | Bósnia e Herzegovina | 1 – 0       | 3 – 2     | Eliminatórias Euro 2008          |
| 18. | 6 de Fevereiro de 2008  | GSP Stadium, Nicósia, Chipre                 | Finlândia            | 1 – 1       | 2 – 1     | Amistoso                         |
| 19. | 18 de Junho de 2008     | Wals Siezenheim Stadium, Salzburgo, Áustria  | Espanha              | 0 – 1       | 2 – 1     | Euro 2008                        |
| 20. | 6 de Setembro de 2008   | Stade Josy Barthel, Luxemburgo, Luxemburgo   | Luxemburgo           | 0 – 3       | 0 – 3     | Eliminatórias Copa do Mundo 2010 |
| 21. | 11 de Outubro de 2008   | Karaiskákis Stadium, Pireu, Grécia           | Moldávia             | 1 – 0       | 3 – 0     | Eliminatórias Copa do Mundo 2010 |
| 22. | 11 de Outubro de 2008   | Karaiskákis Stadium, Pireu, Grécia           | Moldávia             | 3 – 0       | 3 – 0     | Eliminatórias Copa do Mundo 2010 |
| 23. | 15 de Outubro de 2008   | Karaiskákis Stadium, Pireu, Grécia           | Suíça                | 1 – 1       | 1 – 2     | Eliminatórias Copa do Mundo 2010 |
| 24. | 25 de Maio de 2010      | Stadion Schnabelholz, Altach, Austria        | Coreia do Norte      | 1 – 2       | 2 – 2     | Amistoso                         |
|     |                         |                                              |                      |             |           |                                  |

## Títulos

### Por Clubes
Werder Bremen
- Fußball-Bundesliga: 2004
- DFB-Pokal: 2004

AFC Ajax
- Super Copa Holandesa: 2006
- Copa KNVB: 2006

### Pela Seleção
- Euro 2004

### Individuais
- Euro 2004: Seleção do Torneio